# RJ Nembhard
Ruben R. "RJ" Nembhard Jr.  (Keller, Texas; 22 de marzo de 1999) es un jugador de baloncesto estadounidense que pertenece a la plantilla de los Zhejiang Golden Bulls de la CBA china. Con 1,93 metros de estatura, juega en la posición de escolta. Es hijo del que fuera también jugador profesional Ruben Nembhard.

## Trayectoria deportiva

### Universidad
Jugó cuatro temporadas con los Frogs de la Universidad Cristiana de Texas, en las que promedió 9,4 puntos, 3,1 rebotes y 2,5 asistencias por partido. En su última temporada promedió 15,7 puntos, 4,3 rebotes y cuatro asistencias por partido, lo que le valió para ser elegido en el tercer mejor quinteto de la Big 12 Conference. El 29 de marzo de 2021, Nembhard se declaró para el draft de la NBA mientras mantenía su elegibilidad universitaria, aunque finalmente contrató un agente y se mantuvo en el draft.

#### Estadísticas
| Año     | Equipo | PJ | PT | MPP  | %TC  | %3P  | %TL  | RPP | APP | ROB | TPP | PPP  |
| ------- | ------ | -- | -- | ---- | ---- | ---- | ---- | --- | --- | --- | --- | ---- |
| 2017–18 | TCU    | 6  | 0  | 5.5  | .286 | .000 | .250 | 1.0 | .8  | .0  | .2  | 1.5  |
| 2018–19 | TCU    | 36 | 8  | 17.2 | .351 | .299 | .615 | 2.1 | .9  | .5  | .4  | 4.4  |
| 2019–20 | TCU    | 29 | 28 | 32.1 | .366 | .313 | .740 | 3.8 | 3.5 | 1.0 | .2  | 12.1 |
| 2020–21 | TCU    | 24 | 24 | 34.9 | .400 | .339 | .778 | 4.3 | 4.0 | 1.1 | .2  | 15.7 |
| Total   | Total  | 95 | 60 | 25.5 | .375 | .314 | .724 | 3.1 | 2.5 | .8  | .3  | 9.4  |

### Profesional
Tras nos er elegido en el Draft de la NBA de 2021, el que el 27 de septiembre firmó un contrato con los Cleveland Cavaliers, que se convirtió en dual el 16 de octubre y que le permite jugar también en el filial de la G League, los Cleveland Charge. El 31 de marzo de 2022, pasó a tener contrato estándar con el primer equipo, pero siendo cortado el 7 de abril, y tres días más tarde, volver a tener un contrato dual con el filial.
El 9 de noviembre de 2022, los Motor City Cruise anunciaron a través de su cuenta de Twitter que había adquirido a Nembhard.
El 12 de diciembre de 2022, fichó por el Pallacanestro Reggiana de la Lega Basket Serie A italiana. Tras disputar tan solo cuatro partidos de liga, es despedido. El 19 de enero de 2023 fichó por el Fos Provence Basket de la LNB Pro A francesa.
El 9 de septiembre de 2023 firma por el BC Oostende de la BNXT League, pero es cortado el 19 de noviembre.
El 22 de marzo de 2024 firmó con los Capital City Go-Go de la G League.
El 3 de marzo de 2025 firmó con los Zhejiang Golden Bulls de la CBA china por el resto de la temporada 2024-25.

## Estadísticas de su carrera en la NBA

### Temporada regular
| Año     | Equipo    | PJ | PT | MPP | %TC  | %3P  | %TL  | RPP | APP | ROB | TPP | PPP |
| ------- | --------- | -- | -- | --- | ---- | ---- | ---- | --- | --- | --- | --- | --- |
| 2021-22 | Cleveland | 13 | 0  | 4.6 | .353 | .000 | .750 | .5  | .9  | .1  | .0  | 1.2 |
| Total   | Total     | 13 | 0  | 4.6 | .353 | .000 | .750 | .5  | .9  | .1  | .0  | 1.2 |